# Acfredo I de Carcassona
Acfredo I de Carcassona (c. 820 - 906) foi o Conde de Razès desde 837 e conde de Carcassona a partir de 877.

## Biografia
Apesar de Acfredo I ser o filho mais novo de Oliba I de Carcassona foi quem herdou Razès após a morte de seu pai, enquanto o seu irmão mais velho Oliba II de Carcassona herdou Carcassona. 
É tido como certo que Acfredo e Oliba terão compartilhado autoridade um com o outro nos seus territórios pelo menos até á morte de Oliba II de Carcassona em 877, quando Acfredo herda os dois condados, embora legalmente fosse somente o regente do seu sobrinho Bencião I de Carcassona, uma vez que Bencião, sucedeu-lhe após a morte.

## Relações familiares
Foi filho de Oliba I de Carcassona (790 - 837) e de Elmetruda. Casou com  de Adelinda da Aquitânia, também denominada como Adelinda de Auvérnia, filha de Bernardo Plantapilosa (22 de março de 841 — 886) foi conde de Auvérnia e Marquês da Aquitânia, título atribuído por Carlos, o Gordo em 885 e de Ermergarda de Chalon (850 — 881), filha de Bernardo I de Auvérnia, Conde de Auvérnia, de quem teve:
1. Guilherme II da Aquitânia (c. 860 - 12 de dezembro de 926 ), duque de Aquitânia
2. Acfredo II de Carcassona (c. 860 - 933);
3. Bernardo III de Auvérnia (- 932), Conde de Auvérnia
4. Aremburga da Aquitânia casada com Ebles Manzer da Aquitânia (870 — 935) foi conde de Poitiers (902-935), duque da Aquitânia (antes de 890-893 e também em 927-932) e conde da Auvérnia (927-932),
5. Adelaide de Carcassona casada com Armengol de Ruergue e de Tolosa (850 - c. julho de 935) foi conde de Ruergue e de Tolosa e marquês de Gótia em 918[3][4][5].